# Elektromagnetiskt spektrum

Ett diagram över det elektromagnetiska spektrumet, som visar olika egenskaper över hela våglängds- och frekvensområdet.

Det elektromagnetiska spektrumet omfattar hela frekvensområdet för elektromagnetisk strålning med respektive, associerade fotonvåglängder.
Det elektromagnetiska spektrumet sträcker sig från de nedre låga frekvenserna som används för modern radiokommunikation till gammastrålning i den högfrekventa änden (med korta våglängder), vilket därigenom täcker våglängder från tusentals kilometer ned till en bråkdel av storleken på en atom. Synligt ljus ligger mot den kortare änden, med våglängder från cirka 400 till 700 nanometer. Gränsen för långa våglängder är storleken på universum självt, medan det är tänkt att den korta våglängdsgränsen är i närheten av en Plancklängd. Framtill mitten av 1900-talet trodde de flesta fysiker att detta spektrum var oändligt och kontinuerligt.
Nästan alla typer av elektromagnetisk strålning kan användas för spektroskopi, för att studera och karakterisera materia. Andra tekniska användningar beskrivs under ”Elektromagnetisk strålning”.
| Frekvensområde       | Undertyp | Undertyp | Frekvens            | Våglängd       | Energi per foton |
| -------------------- | -------- | -------- | ------------------- | -------------- | ---------------- |
| Radiofrekvens        | ELF      | ELF      | 3–30 Hz             | 100 Mm – 10 Mm |                  |
| Radiofrekvens        | SLF      | SLF      | 30–300 Hz           | 10 Mm – 1 Mm   |                  |
| Radiofrekvens        | ULF      | ULF      | 0,3–3 kHz           | 1 Mm – 100 km  |                  |
| Radiofrekvens        | VLF      | VLF      | 3–30 kHz            | 100–10 km      |                  |
| Radiofrekvens        | LF       | LF       | 30–300 kHz          | 10–1 km        |                  |
| Radiofrekvens        | MF       | MF       | 0,3–3 MHz           | 1 km – 100 m   |                  |
| Radiofrekvens        | HF       | HF       | 3–30 MHz            | 100–10 m       |                  |
| Radiofrekvens        | VHF      | VHF      | 30–300 MHz          | 10–1 m         |                  |
| Mikrovågor           | UHF      | UHF      | 300 MHz – 3 GHz     | 1 m – 1 dm     |                  |
| Mikrovågor           | SHF      | SHF      | 3–30 GHz            | 1 dm – 1 cm    |                  |
| Mikrovågor           | EHF      | EHF      | 30–300 GHz          | 1 cm – 1 mm    |                  |
| Infraröd (IR)        | FIR      | FIR      | 300 GHz – 6 THz     | 1–0,05 mm      |                  |
| Infraröd (IR)        | MIR      | MIR      | 6–100 THz           | 50–3 µm        | 0,0248–0,4133 eV |
| Infraröd (IR)        | NIR      | NIR      | 100–405,1 THz       | 3–0,74 µm      | 0,4133–1,6755 eV |
| Synligt ljus         |          | Röd      | 405,1–483,5 THz     | 740–620 nm     | 1,6755–1,9997 eV |
| Synligt ljus         |          | Orange   | 483,5–508,1 THz     | 620–590 nm     | 1,9997–2,1014 eV |
| Synligt ljus         |          | Gul      | 508,1–525,9 THz     | 590–570 nm     | 2,1014–2,1752 eV |
| Synligt ljus         |          | Grön     | 525,9–576,5 THz     | 570–520 nm     | 2,1752–2,3843 eV |
| Synligt ljus         |          | Cyan     | 576,5–611,8 THz     | 520–490 nm     | 2,3843–2,5303 eV |
| Synligt ljus         |          | Blå      | 611,8–666,2 THz     | 490–450 nm     | 2,5303–2,7552 eV |
| Synligt ljus         |          | Violett  | 666,2–788,9 THz     | 450–380 nm     | 2,7552–3,2627 eV |
| Ultraviolett (UV)    | UVA      | UVA      | 788,9–951,7 THz     | 380–315 nm     | 3,2627–3,9360 eV |
| Ultraviolett (UV)    | UVB      | UVB      | 951,7 THz – 1,0 PHz | 315–280 nm     | 3,9360–4,4280 eV |
| Ultraviolett (UV)    | UVC      | UVC      | 1,0–2,5 PHz         | 280–121 nm     | 4,4280–10,247 eV |
| Ultraviolett (UV)    | XUV      | XUV      | 2,5–30 PHz          | 121–10 nm      | 10,247–124 eV    |
| Röntgenstrålning (X) |          |          | 30 PHz – 30 EHz     | 10 nm – 10 pm  | 124 eV - 124 keV |
| Gammastrålning (γ)   |          |          | > 30 EHz            | < 10 pm        | > 124 keV        |